# 모현읍
모현읍(慕賢邑)은 대한민국 경기도 용인시 처인구의 가장 북단에 위치한 읍이다. 
읍의 넓이는 50.36 km2이고, 인구는 2018년 12월 말 주민등록 기준으로 26,107명이다. 읍사무소가 위치한 읍의 동부와 서부(능원·동림·오산리)가 덤벨 모양으로 가늘게 연결되어 있는 부분이 산이기 때문에, 읍의 서부는 사실상 월경지이다. 읍의 동부와 서부를 왕래하려면, 읍의 북쪽에 있는 광주시 문형동을 통과해야 한다.

## 역사
모현읍은 본래 쇄포면(灑布面)이라 불렸는데, 이는 삼으로 직조한 베와 목화에서 뽑아낸 실로 직조한 무명 천을 잿물에 삶아내고 물에 담갔다가 햇볕에 널어 빛이 바래도록 포쇄하던 곳이라고 한데서 유래한 것이다. 그러다가 조선 태종이 개경에 가매장되어 있던 정몽주의 묘를 능원리로 이장하면서 "충신을 사모한다."는 뜻에서 모현면(慕賢面)으로 개칭하였다. 2017년 12월에 읍으로 승격하였다.

### 연혁
- 1411년(조선 태종 12년) : 정몽주의 묘소를 능원리에 안장하면서 쇄포면에서 모현면으로 개칭
- 1914년 4월 1일 : 행정구역 개편으로 8개 법정리로 개편
- 1996년 3월 1일 : 용인군이 용인시로 승격하면서 용인시 모현면이 됨
- 2005년 10월 31일 : 용인시에 행정구가 설치되어 처인구에 속함
- 2017년 12월 11일 : 모현읍으로 승격.

## 인구

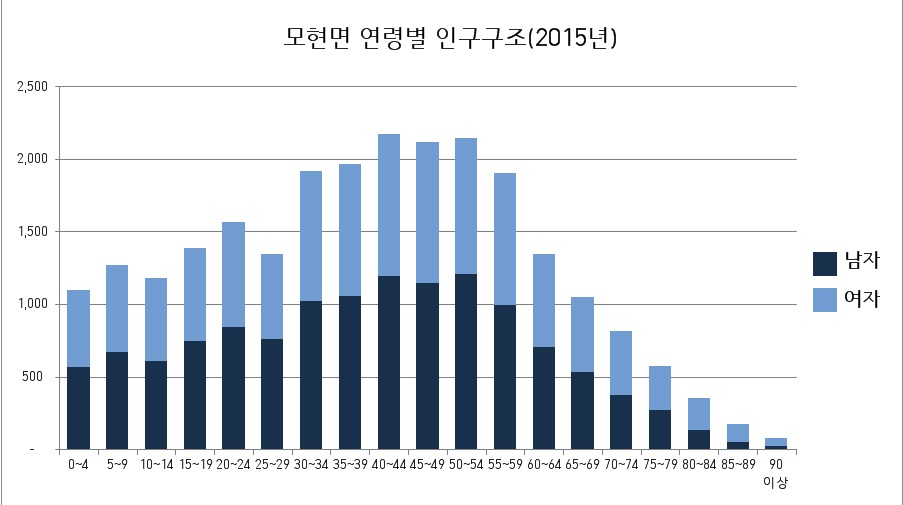
모현읍 연령별 인구구조(2015년)

모현읍의 인구는 2005년 2월에 2만 명을 넘었는데, 용인시는 모현면의 인구가 2만 명을 넘은 지 10년만인 2015년부터 읍 승격을 추진하여, 2017년 12월 11일에 읍으로 승격하였다.
2015년 2월 말 기준으로 모현읍의 인구구조는 농촌 지역의 특성이 나타나서 유소년 인구비율은 14.5%로 용인시 전체 18.3%보다 적으며 노인인구비율은 12.4%로 용인시 전체 10.3%보다 많다.

## 행정 구역
| 법정리 | 한자명 | 행정리                                                                 |
| ------ | ------ | ---------------------------------------------------------------------- |
| 갈담리 | 葛潭里 | 갈담1리, 갈담2리, 갈담3리                                              |
| 능원리 | 陵院里 | 능원1리, 능원2리, 능원3리                                              |
| 동림리 | 東林里 | 동림1리, 동림2리, 동림3리                                              |
| 매산리 | 梅山里 | 매산1리, 매산2리, 매산3리, 매산4리                                     |
| 오산리 | 吳山里 | 오산1리, 오산2리                                                       |
| 왕산리 | 旺山里 | 왕산1리, 왕산2리, 왕산3리, 왕산4리, 왕산5리, 왕산6리, 왕산7리, 왕산8리 |
| 일산리 | 日山里 | 일산1리, 일산2리, 일산3리, 일산4리, 일산5리, 일산6리, 일산7리          |
| 초부리 | 草芙里 | 초부1리, 초부2리, 초부3리, 초부4리, 초부5리                            |

## 문화재
- 정몽주선생묘 - 경기도 기념물 제1호
- 오윤겸선생묘 - 경기도 기념물 제104호
- 저헌 이석형 묘 및 신도비 - 경기도 기념물 제171호

## 아파트
| 힐스테이트 몬테로이 1단지 | 현대건설 | 무궁화신탁㈜ ㈜더다올 |  |
| 힐스테이트 몬테로이 2단지 | 현대건설 | 무궁화신탁㈜ ㈜더다올 |  |
| 힐스테이트 몬테로이 3단지 | 현대건설 | 무궁화신탁㈜ ㈜더다올 |  |